# Boriovité
Boriovité (Boryaceae) je čeleď jednoděložných rostlin z řádu chřestotvaré (Asparagales). Čeleď poprvé uvádí systém APG II, starší taxonomické systémy většinou čeleď neuznávají a zástupce řadí do bělozářkovitých (Anthericaceae) či liliovitých v širším pojetí (Liliaceae s.l.).

## Popis
Jedná se vytrvalé byliny, polokeře až keře s oddenky, často xerofilní (suchomilné). Listy jsou jednoduché, střídavé, často shloučené do růžice na vrcholu stonku, přisedlé, na bázi s listovými pochvami. Čepele jsou čárkovité, často kožovité, celokrajné, žilnatina je souběžná. Květy jsou oboupohlavné, uspořádané v květenstvích, v klasech, hlávkovitě až okolíkovitě uspořádaných, na bázi květenství jsou někdy listeny (rod Borya). Okvětí se skládá ze 6 okvětních lístků, které jsou u rodu Borya srostlé u rodu Alania téměř volné, bílé až krémové barvy. Tyčinek je šest, u rodu Borya srostlé s okvětní trubkou. Gyneceum je srostlé většinou ze 3 plodolistů, je synkarpní, semeník je svrchní. Plodem je tobolka.

## Rozšíření ve světě
Jsou známy pouze 2 rody, Borya a Alania, všech 12 druhů je přirozeně rozšířeno pouze v Austrálii, a to ve státech: Západní Austrálie, Severní teritorium, Queensland a Victoria.

## Zástupci
- borie (Borya)[4]

## Přehled rodů
Alania, Borya